# Wiebelhausen
Wiebelhausen ist ein Weiler in der Gemeinde Finnentrop im Kreis Olpe (Nordrhein-Westfalen) mit rund 40 Einwohnern, der sich zwischen Schöndelt, Obervalbert und Permecke im östlichen Gemeindegebiet befindet.

## Geschichte

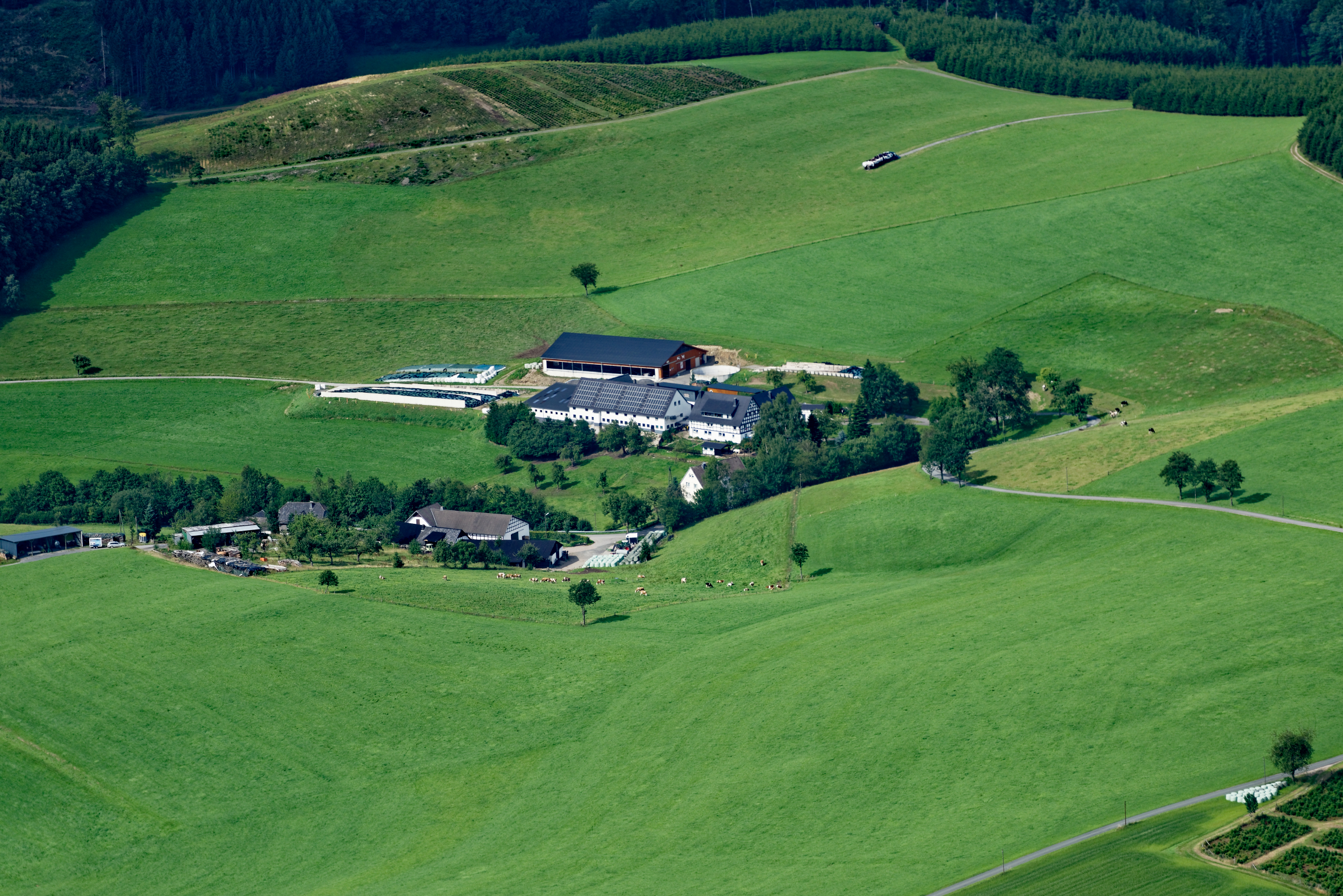
Luftbild von Wiebelhausen

Die ältesten Bezeichnungen für das heutige Wiebelhausen lauten ton Husen, to den Husen und in den Husen. Um das Jahr 1000 dürfte der Hof to den Husen bereits bestanden haben. Er gehörte seinerzeit zu den Besitzungen des Klosters Herford. Die sauerländischen Besitzungen dieses Klosters waren den Schultenhöfen Schönholthausen und Wenden unterstellt. Für Wiebelhausen war Schönholthausen zuständig. Dorthin mussten die jeweiligen Pächter ihre Abgaben liefern.
Aus einer Urkunde vom 4. August 1406 geht hervor, dass Godert von Meschede aus der Ministerialenfamilie gleichen Namens um diese Zeit die Güter in den Husen benutzte. Möglicherweise waren sie ihm für ein Kapital, das er dem Kloster Herford oder den Lehnsträgern von Plettenberg geliehen hat, als Sicherheit verpfändet worden.
1425 wird der Hof to den Husen mit mehreren anderen Höfen, die insgesamt das halbe Amt Schönholthausen genannt werden, an die Nonne Leneke van Ole, Tochter des ehemaligen Lehnsträgers Herbord von Ole, als Lehen ausgetan, jedoch kommt er bereits 1433 durch den Verzicht der Nonne in die Hände Wilhelm von Plettenbergs.
Ab 1536 wird für Wiebelhausen nur noch ein Hof erwähnt. Der Heimatforscher Willi Voss führt das darauf zurück, dass Henneke Wevel die bisherigen zwei Höfe möglicherweise vereint und für die weichenden Erben bzw. Mündel einen Ersatzhof in Alkenhusen, dem späteren Elsperhusen geschaffen haben könnte. Die Gründung von Elsperhusen stünde somit in einer engen historischen Beziehung zu Wiebelhausen.